# Aeroportul West Wyalong
Aeroportul West Wyalong (IATA: WWY, ICAO: YWWL) este un aeroport din Noul Wales de Sud, Australia.
Situat la o altitudine de 261 m, aeroportul dispune de o singură pistă. Este operat de Bland Shire⁠(d).